# Mistrzostwa Świata w Strzelectwie 1931
Mistrzostwa Świata w Strzelectwie 1931 – 28. mistrzostwa świata w strzelectwie; rozegrano je we Lwowie, należącym wówczas do Polski.
Były to największe dotychczas zorganizowane mistrzostwa świata; rozegrano 24 oficjalne konkurencje. Najwięcej medali zdobył Fin Kullervo Leskinen (dziewięć krążków). W klasyfikacji medalowej zwyciężyła reprezentacja Szwajcarii. Gospodarze uplasowali się na trzecim miejscu z dorobkiem czterech złotych, dwóch srebrnych i dwóch brązowych medali.
Po raz pierwszy medal mistrzostw świata zdobyła reprezentacja Estonii (Johannes Siir).

## Klasyfikacja medalowa
Gospodarze mistrzostw
| Pozycja | Kraj              | Złoto | Srebro | Brąz | Łącznie |
| ------- | ----------------- | ----- | ------ | ---- | ------- |
| 1       | Szwajcaria        | 7     | 0      | 4    | 11      |
| 2       | Finlandia         | 4     | 7      | 6    | 17      |
| 3       | Polska            | 4     | 2      | 2    | 8       |
| 4       | Norwegia          | 2     | 5      | 3    | 10      |
| 5       | Szwecja           | 2     | 3      | 4    | 9       |
| 6       | Francja           | 2     | 3      | 0    | 5       |
| 7       | Stany Zjednoczone | 2     | 0      | 1    | 3       |
| 8       | Austria           | 1     | 0      | 1    | 2       |
| 9       | Węgry             | 0     | 2      | 0    | 2       |
| 10      | Czechosłowacja    | 0     | 1      | 0    | 1       |
| 10      | Dania             | 0     | 1      | 0    | 1       |
| 12      | Estonia           | 0     | 0      | 1    | 1       |

## Wyniki
| Konkurencja                                                 | Złoto                                                                                            | Wynik     | Srebro                                                                                     | Wynik     | Brąz                                                                                  | Wynik                 |                       |                       |                       |                       |
| Karabin wojskowy, trzy postawy, 300 m                       | Karl Zimmermann                                                                                  | 469 pkt.  | Uno Weckström                                                                              | 463 pkt.  | Bolesław Gościewicz                                                                   | 462 pkt.              |                       |                       |                       |                       |
| Karabin wojskowy leżąc, 300 m                               | Marcel Bonin                                                                                     | 168 pkt.  | Lucien Genot                                                                               | 167 pkt.  | Uno Weckström                                                                         | 166 pkt.              |                       |                       |                       |                       |
| Karabin wojskowy klęcząc, 300 m                             | Wilhelm Schnyder                                                                                 | 159 pkt.  | Jan Wrzosek                                                                                | 159 pkt.  | Karl Zimmermann                                                                       | 156 pkt.              |                       |                       |                       |                       |
| Karabin wojskowy stojąc, 300 m                              | Andrzej Matuszak                                                                                 | 154 pkt.  | Uno Weckström                                                                              | 149 pkt.  | Karl Zimmermann                                                                       | 149 pkt.              |                       |                       |                       |                       |
| Karabin dowolny leżąc, 100 i 200 m                          | Jerzy Podoski                                                                                    | 569 pkt.  | Bertil Rönnmark                                                                            | 562 pkt.  | John Boles                                                                            | 562 pkt.              |                       |                       |                       |                       |
| Karabin dowolny, trzy postawy, 300 m                        | Karl Zimmermann                                                                                  | 1109 pkt. | Kullervo Leskinen                                                                          | 1104 pkt. | Olle Ericsson                                                                         | 1102 pkt.             |                       |                       |                       |                       |
| Karabin dowolny, trzy postawy, 300 m, drużynowo             | Szwajcaria Fernand Demièrre Walter Lienhard Jakob Reich Albert Salzmann Karl Zimmermann          | 5482 pkt. | Finlandia Kullervo Leskinen Sven Lindgren Einari Oksa Albert Ravila Niilo Talvenheimo      | 5398 pkt. | Norwegia Mauritz Amundsen Johannes Grønli Sverre Glomnes Reidar Muslie Willy Røgeberg | 5363 pkt.             |                       |                       |                       |                       |
| Karabin dowolny leżąc, 300 m                                | Sven Lindgren                                                                                    | 393 pkt.  | Kullervo Leskinen                                                                          | 391 pkt.  | Johannes Siir                                                                         | 388 pkt.              |                       |                       |                       |                       |
| Karabin dowolny klęcząc, 300 m                              | Walter Lienhard                                                                                  | 376 pkt.  | Sven Lindgren                                                                              | 374 pkt.  | Kullervo Leskinen                                                                     | 373 pkt.              |                       |                       |                       |                       |
| Karabin dowolny stojąc, 300 m                               | Karl Zimmermann                                                                                  | 360 pkt.  | Olle Ericsson                                                                              | 353 pkt.  | Jakob Reich                                                                           | 353 pkt.              |                       |                       |                       |                       |
| Pistolet dowolny, 50 m                                      | Marcel Bonin                                                                                     | 536 pkt.  | Václav Kreck                                                                               | 532 pkt.  | Severin Crivelli                                                                      | 528 pkt.              |                       |                       |                       |                       |
| Pistolet dowolny, 50 m, drużynowo                           | Szwajcaria Ernst Flückiger Severin Crivelli Lean Revilliod de Bude Wilhelm Schnyder Fritz Zulauf | 2608 pkt. | Francja Marcel Bonin André de Castelbajac Charles des Jammonières Paul Gremeaux Jean Neveu | 2579 pkt. | Finlandia A. Granholm Viktor Miinalainen Karl Svensson Svante Timonen Ilmari Vilenius | 2567 pkt.             |                       |                       |                       |                       |
| Karabin małokalibrowy leżąc, 50 m                           | Bertil Rönnmark                                                                                  | 395 pkt.  | Lucien Genot                                                                               | 395 pkt.  | Karl August Larsson                                                                   | 394 pkt.              |                       |                       |                       |                       |
| Karabin małokalibrowy leżąc, 50 m, drużynowo                | Szwecja Erland Koch Karl August Larsson Olle Ericsson Tage Eriksson Bertil Rönnmark              | 1959 pkt. | Norwegia Mauritz Amundsen Sverre Glomnes Johannes Grønli Willy Røgeberg Trygve Larsen      | 1948 pkt. | Finlandia Kullervo Leskinen Sven Lindgren Einari Oksa Albert Ravila Uno Weckström     | 1938 pkt.             |                       |                       |                       |                       |
| Karabin małokalibrowy klęcząc, 50 m                         | Kullervo Leskinen                                                                                | 387 pkt.  | Bertil Rönnmark                                                                            | 387 pkt.  | Johannes Grønli                                                                       | 386 pkt.              |                       |                       |                       |                       |
| Karabin małokalibrowy klęcząc, 50 m, drużynowo              | Finlandia Kullervo Leskinen Sven Lindgren Einari Oksa Albert Ravila Niilo Talvenheimo            | 1909 pkt. | Norwegia Mauritz Amundsen Sverre Glomnes Johannes Grønli Reidar Muslie Willy Røgeberg      | 1886 pkt. | Szwecja Gustaf Andersson Olle Ericsson Tage Eriksson Nils Persson Bertil Rönnmark     | 1852 pkt.             |                       |                       |                       |                       |
| Karabin małokalibrowy stojąc, 50 m                          | Mauritz Amundsen                                                                                 | 374 pkt.  | Einari Oksa                                                                                | 371 pkt.  | Kullervo Leskinen                                                                     | 367 pkt.              |                       |                       |                       |                       |
| Karabin małokalibrowy stojąc, 50 m, drużynowo               | Finlandia Einari Oksa Sven Lindgren Kullervo Leskinen Niilo Talvenheimo Viljo Leskinen           | 1781 pkt. | Dania Erhard Kubstrup G. Krolykke Niels Larsen P. Pedersen K. Sørensen                     | 1753 pkt. | Szwecja Gustaf Andersson B. Boström Tage Eriksson Olle Ericsson Nils Schullström      | 1751 pkt.             |                       |                       |                       |                       |
| Strzelanie do sylwetki jelenia                              |                                                                                                  |           |                                                                                            |           |                                                                                       |                       |                       |                       |                       |                       |
| Runda pojedyncza do sylwetki jelenia, 100 metrów            | John Boles                                                                                       | 186 pkt.  | Otto Olsen                                                                                 | 183 pkt.  | Rolf Bergersen                                                                        | 178 pkt.              |                       |                       |                       |                       |
| Runda pojedyncza do sylwetki jelenia, 100 metrów, drużynowo | Polska · Tadeusz Barański · Jerzy Podoski · Stanisław Lewiński · Kazimierz Zaleski               | 278 pkt.  | Norwegia · Hans Aasnæs · Rolf Bergersen · Otto Olsen · Martin Steenersen                   | 275 pkt.  | Startowały dwie ekipy                                                                 | Startowały dwie ekipy | Startowały dwie ekipy | Startowały dwie ekipy | Startowały dwie ekipy | Startowały dwie ekipy |
| Runda podwójna do sylwetki jelenia, 100 metrów              | John Boles                                                                                       | 152 pkt.  | Rolf Bergersen                                                                             | 150 pkt.  | Martti Liuttula                                                                       | 148 pkt.              |                       |                       |                       |                       |
| Runda podwójna do sylwetki jelenia, 100 metrów, drużynowo   | Norwegia · Hans Aasnæs · Rolf Bergersen · Otto Olsen · Harald Natvig                             | 163 pkt.  | Polska · Tadeusz Barański · Jerzy Podoski · Stanisław Lewiński · Kazimierz Zaleski         | 152 pkt.  | Startowały dwie ekipy                                                                 | Startowały dwie ekipy | Startowały dwie ekipy | Startowały dwie ekipy | Startowały dwie ekipy | Startowały dwie ekipy |
| Strzelanie do rzutków                                       |                                                                                                  |           |                                                                                            |           |                                                                                       |                       |                       |                       |                       |                       |
| Trap                                                        | Józef Kiszkurno                                                                                  | 279 pkt.  | Sándor von Lumniczer                                                                       | 279 pkt.  | August Baumgartner                                                                    | 271 pkt.              |                       |                       |                       |                       |
| Trap, drużynowo                                             | Austria · August Baumgartner · Otto Czernin · Hans Mühlbauer · ?                                 | 705 pkt.  | Węgry · Sándor Dóra · Pál Dóra · Sándor von Lumniczer · András Montágh                     | 692 pkt.  | Polska · Tadeusz Barański · Baranowski · Józef Kiszkurno · Konstanty Łyskowski        | 678 pkt.              |                       |                       |                       |                       |